# Intel vPro
Intel vPro — термін технології парасолькового брендингу, який використовуються фірмою Intel для колекції комп'ютерних апаратних технологій, які дозволяють функції керування, такі як віддалений доступ до ПК (в тому числі моніторингу, обслуговування та керування) незалежно від стану операційної системи (ОС) або стану живлення ПК і функції захисту.
Intel vPro являє собою апаратно-програмний комплекс, який повинен забезпечити «більш високу захищеність і енергоефективну продуктивність» настільних бізнес-ПК, і скоротити витрати, пов'язані з їх експлуатацією.

## Різниця між vPro і AMT
Основні відмінності між vPro (термін парасолькового маркетингу) та Active Management Technology (AMT, технологія під брендом vPro):
- Intel vPro є торговою маркою для набору особливих, орієнтованих на бізнес[джерело?], технологій Intel, які можуть бути вбудовані в апаратну частину ноутбука або настільного ПК: AMT, Intel Virtualization Technology (Intel VT), Trusted Execution Technology[en] (Intel TXT)
- Intel AMT є частиною Intel Management Engine (Intel ME), який вбудований в ПК з брендом Intel vPro. Функціональність Intel AMT включає віддалене керування і апаратні функції безпеки, які дозволяються системним адміністраторам з привілеями доступу AMT до інформаційної системи і віддаленого виконання конкретних операцій на ПК.

Ці операції включають в себе дистанційне включення/вимикання (через Wake-on-LAN), дистанційне/перенаправлене завантаження (за допомогою IDE redirection[джерело?]), перенаправлення консолі (через послідовну передачу по локальній мережі), а також віддалене керування і функції захисту.
Ключовими технологіями платформи є технологія віддаленого моніторингу (Intel Active Management Technology, AMT) і технологія віртуалізації (Intel Virtualization Technology, VT).

## Intel AMT
Intel AMT є складовою частиною системи Intel Management Engine, яка вбудована у комп'ютери позначені брендом Intel vPro. Intel AMT складається з апаратного забезпечення та інструментів віддаленого адміністрування, які дозволяють системним адміністраторам із відповідними привілеями отримувати інформацію про систему та виконувати певні операції на комп'ютері. Серед можливих операцій доступні: вимкнення/увімкнення (засобами wake-on-LAN), віддалене/перенаправлене завантаження (засобами IDE-R), перенаправлення терміналу (засобами serial over LAN), та деякі інші операції.
В серпні 2017 року групі дослідників під керівництвом Дмитра Склярова з фірми Positive Technologies (PTE) вдалось відтворити таблиці коду Гаффмана, яким закодовані бінарні коди Intel ME, та в результаті проведеного аналізу знайти спосіб безпечного вимкнення переважної частини системи Intel ME версії 11 (встановлена в мікропроцесори Intel сімейств Skylake та Kaby Lake: Core i-6000 та Core i-7000).
Знайдений ними метод покладається на режим High-Assurance Platform (HAP). Відомо, що цей режим був запропонований АНБ в 2009—2010 роки як частина концепції Trusted Computing Group (TCG) для особливо захищених комп'ютерів для використання в урядових проектах для зменшення площини для хакерських атак.
Групі дослідників також вдалось встановити, що Intel ME працює на мікропроцесорі архітектури x86 сімейства Intel Quark, який інтегрований в чипсет (Platform Controller Hub) або в корпус мікропроцесора для мобільних платформ. Досліджена ними 11-та версія Intel ME працювала на операційній системі на ядрі Minix. Відомо, що попередні версії були побудовані на операційній системі реального часу ThreadX та мікроконтролерах ARC.